# Lion Air
Lion Air er et indonesisk lavprisflyselskab med base i Jakarta. Det blev etableret i 1999 og er Indonesiens største virksomhed af sin slags. Selskabet har mere end 35 destinationer.